# Autoritratto (Castelli)
Autoritratto è un dipinto a olio su tela (66x52,5 cm.) eseguito nel 1890 dal pittore italiano Filippo Castelli.
È conservato nei Musei Civici di Monza.